# Rhinocricus ramulus
Rhinocricus ramulus är en mångfotingart som beskrevs av Loomis 1936. Rhinocricus ramulus ingår i släktet Rhinocricus och familjen Rhinocricidae. Inga underarter finns listade i Catalogue of Life.